# Liste der Straßen und Plätze in Kiel/P

## Pa

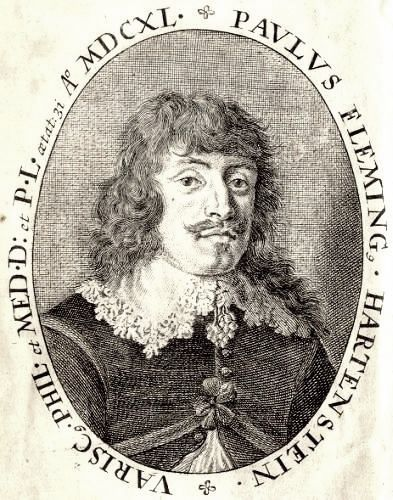
Paul Fleming

* Packhausstraße, Altstadt
1856 im Correspondenzblatt und Kieler Wochenblatt erwähnt, 1926 wurde die Straße Packhausstraße in die Straße Wall einbezogen.
Palisadenweg, Friedrichsort, Pries, Schilksee
1930 nach dem früher dort gelegenen Palisadenschuppen der alten Friedrichsorter Befestigung benannt.
Pamirstraße, Schilksee
1974 nach dem Segelschulschiff Pamir benannt.
Papenkamp, Südfriedhof
1872 wurde der Name nach einer alten Flurbezeichnung festgelegt.
Pappelweg, Gaarden-Süd
1936 als Otto-Streibel-Straße angelegt, 1945 in Pappelweg umbenannt.
Parkstraße, Düsternbrook, Wik
1908 wurde der Name festgelegt, Straße zum parkartig angelegten Düvelsbeker Gehölz mit der Forstbaumschule.
Partenkirchener Straße, Kroog
angelegt als Speestraße, 1923 erstmals im Kieler Adressbuch aufgeführt, 1939 nach der Stadt Garmisch-Partenkirchen umbenannt.
Passader Straße, Wellingdorf
1911 als Schönkirchener Straße angelegt, 1925 nach der Gemeinde Passade in Passader Straße umbenannt.
Passatstraße, Schilksee
1974 nach dem Segelschulschiff Passat benannt.
Pastor-Gosch-Weg, Gaarden-Ost
2004 nach Pastor Gosch benannt – Gründer der Kiel-Gaardener Kirche und erster dort amtierender Geistlicher von 1888 bis 1899.
Pastor-Husfeldt-Park, Brunswik
1999 nach Pastor Husfeldt benannt, 2009 musste ein Teil des Parkes dem Bau eines Partikeltherapiezentrums weichen.
Paul-Fleming-Straße, Südfriedhof
1906 nach Paul Fleming benannt.
Paul-Fuß-Straße, Marineviertel
1937 als Saltzwedelstraße angelegt, 1947 nach Paul Fuß umbenannt.
Paul-Pfiel-Weg, Wellsee
1990 nach Paul Pfiel (6. April 1907 bis 5. Dezember 1984) benannt – Gründer der Siedlungsgemeinschaft Wellsee und deren erster Vorsitzender bis zu seinem Tode.
Peerkoppel, Schilksee
1980 nach einer alten niederdeutschen Flurbezeichnung benannt.
Pellwormer Weg, Suchsdorf
1962 nach der Insel Pellworm benannt.
* Pestalozziplatz, Wik
1906 wurde der Name festgelegt, 1930 in Sonderburger Platz umbenannt.
Pestalozzistraße, Gaarden-Süd
angelegt als Schwarzer Weg, 1925 erstmals im Kieler Adressbuch aufgeführt, 1927 nach Johann Heinrich Pestalozzi benannt.
Peter-Hansen-Straße, Wellingdorf
1936 nach Peter Christian Hansen benannt.
Petersburg (Hof), Gaarden-Süd
1789 noch ohne Namen auf der Topographisch Militärischen Charte des Herzogtums Holstein (1789–1796) Nr. 21 von Major Gustav Adolf von Varendorf eingezeichnet, 1875 erstmals im Kieler Adressbuch aufgeführt, 1894 im Adressbuch Gaarden-Ost erwähnt, 1994 im amtlichen Kieler Stadtplan als Wohnplatz aufgeführt.
Petersburger Weg, Gaarden-Süd
1920 wurde der Name für den Weg zum Hof Petersburg – Jagdschloss von Herzog Karl Friedrich – festgelegt.
Petersilienweg, Rönne
1967 wurde der Name durch den Gemeinderat beschlossen.
Petersweg, Schreventeich
1936 nach Wilhelm Peters (9. Februar 1851 bis 27. Juli 1933) benannt – Professor und Förderer des Kieler Sportlebens. Zwei Jahre später wurde auch der Professor-Peters-Platz nach ihm benannt.

## Pf

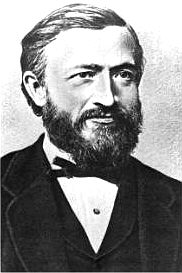
Philipp Reis

Pfaffensteig, Elmschenhagen
1984 wurde der Name festgelegt – abgeleitet nach der alten Flurbezeichnung Pfaffenteich (Papenteich).
Pfaffenstraße, Altstadt
1242 wurde die Straße bei der Stadtgründung angelegt.
* Pferdeborn, Vorstadt
1799 die Straße ist erstmals im Taschenbuch für die Einwohner der Stadt Kiel aufgeführt, 1856 in Am Pferdeborn umbenannt, 1945 im Krieg durch Bomben zerstört, 1952 nach der Zerstörung eingeebnet und danach als Parkplatz genutzt.
Pferdehof, Suchsdorf
2002 nach einer alten Gemarkung benannt.
Philipp-Reis-Weg, Wellingdorf
vor 1969 Teilstück der Altenteichstraße, 1969 nach Philipp Reis benannt.
Philosophengang, Damperhof
1869 wurde der Name festgelegt, ursprünglich ein Heckenweg zwischen Damperhof und Brunswik – Der Volksmund hat den Weg so getauft, weil Professoren ihn auf dem Weg zur Uni benutzten (Seit 1869 offizieller Name).
* Philosophischer Weg unter Wall
Pickertstraße, Gaarden-Ost
1902 erstmals im Kieler Adressbuch aufgeführt, nach Dr. jur. Pickert benannt – von 1893 bis 1901 kommissarischer Gemeindevorsteher der am 1. April 1901 eingemeindeten Landgemeinde Gaarden.
Pillauer Straße, Neumühlen-Dietrichsdorf
1962 nach der Stadt Pillau benannt.
Pinguinweg, Schilksee
1975 wurde der Name festgelegt – nach Begriffen, die in Beziehung zur See stehen.
Piratenpfad, Schilksee
1974 wurde der Name festgelegt – nach Begriffen, die in Beziehung zur Segelschifffahrt stehen.
* Planckstraße, Gaarden-Ost
1932 nach Max Planck benannt, 1947 wurde die Straße in den Ostring einbezogen.
* Planettastraße, Elmschenhagen
als Gartenstraße angelegt, 1908 erstmals im Kieler Adressbuch aufgeführt, 1939 nach Otto Planetta in Planettastraße umbenannt, 1945 wurde die Straße südlich der Preetzer Chaussee in Dornbusch und nördlich der Preetzer Chaussee in Nelkenweg umbenannt.
* PLATEA CASTRENSIUM / BURGENSIS   Schloßstraße / Burgstraße, Altstadt
* PLATEA CERVORUM   (cervi, herstrate, herzstrate)   Haßstraße, Altstadt
* PLATEA CLERICORUM   Pfaffenstraße, Altstadt
* PLATEA CUTERE   (cuter, cuterer, Kutere, fertorum)   Küterstraße, Altstadt
* PLATEA DANORUM   Dänische Straße, Altstadt
* PLATEA FLEMMIGORUM   (flemiggi, flemiggorum)   Flämische Straße, Altstadt
* PLATEA IMMUNDA   Faulstraße, Altstadt
* PLATEA KEDIGGORUM   (Kedigkorum, Kediggi, Kedigki, Kydigki)   Kehdenstraße, Altstadt
* PLATEA MILITUM   Ritterstraße / Fischerstraße, Altstadt
* PLATEA PENES, VERSUS ANTIQUAM  ECCLESIAM   Pfaffenstraße, Altstadt
* PLATEA PONTIS   Brückenstraße / Holstenstraße, Altstadt
* PLATEA SUTORUM   Schuhmacherstraße, Altstadt
Platz der Kieler Matrosen, Vorstadt
2011 wurde der östliche Teil des Bahnhofsplatzes zur Erinnerung an den Kieler Matrosenaufstand von 1918 in Platz der Kieler Matrosen umbenannt.
* Platz der Republik, Schreventeich
als Wilhelmplatz angelegt, 1895 in Am Wilhelmplatz umbenannt, 1906 in Wilhelmplatz umbenannt, 1927 in Platz der Republik umbenannt, 1933 wieder in Wilhelmplatz umbenannt.
Plöner Straße, Ellerbek
1901 als Harmsstraße angelegt, 1910 nach der Stadt Plön in Plöner Straße umbenannt.
Plötzen, Kroog
1923 erstmals im Kieler Adressbuch aufgeführt – nach einer alten Flurbezeichnung benannt.

## Po

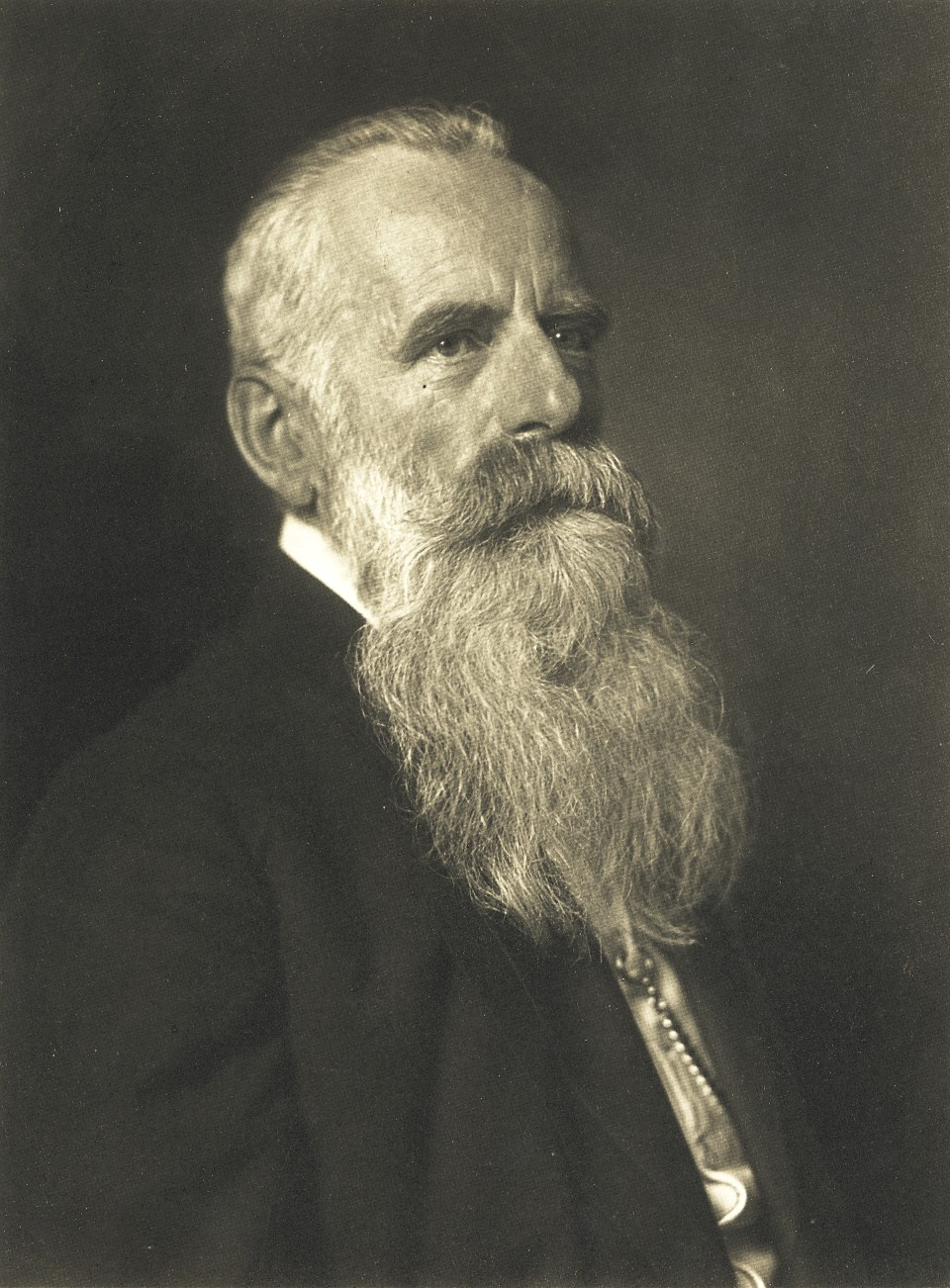
Arthur von Posadowsky-Wehner

Poeler Weg, Suchsdorf
1962 nach Insel Poel benannt.
Pötterweg, Wellsee
1974 wurde der Name festgelegt – Pötter (niederdeutsch) = Töpfer.
Poggendörper Weg, Neumühlen-Dietrichsdorf
1907 als Friedhofstraße angelegt, 1974 wurden die Friedhofstraße und ein Teilstück des Strohredder zwischen Ivensring und Friedhofstraße in Poggendörper Weg umbenannt – Die Dietrichsdorfer bezeichnen sich selbst als 'Poggendörper'.
Pommernkamp, Russee
1953 nach Pommern benannt.
Pommernweg, Wellsee
1965 wurde der Name durch den Gemeinderat beschlossen.
Poppenbrügger Weg, Poppenbrügge, Kronsburg, Wellsee
1925 erstmals im Kieler Adressbuch aufgeführt – nach dem Dorf Poppenbrügge benannt.
* Poppenbrügger Weg, Wellsee
1925 erstmals im Kieler Adressbuch aufgeführt – Weg zur Nachbargemeinde Poppenbrügge, 1971 in Poppenbrügger Weg (Gaarden-Süd/Kronsburg) einbezogen (anlässlich der Eingemeindung).
Poppenkamp, Poppenbrügge
vor 1971 Schulweg, 1971 nach einer alten Flurbezeichnung umbenannt.
Poppenrade, Ellerbek, Gaarden-Ost
1904 als Nissenstraße angelegt, 1939 nach einer alten Flurbezeichnung in Poppenrade umbenannt – einschließlich Poppenrader Weg.
* Poppenrader Weg, Wellingdorf, Ellerbek, Gaarden-Ost
1925 erstmals im Kieler Adressbuch aufgeführt, 1939 in die Straße Poppenrade einbezogen.
Posadowskystraße, Ellerbek
1903 nach Arthur Graf von Posadowsky benannt.
* Posadowskystraße, Holtenau
1902 wurde der Name durch den Gemeinderat beschlossen, 1922 in Hayßenstraße umbenannt.
* Postgang, Vorstadt
1793 in der Klessel'schen Karte eingezeichnet, 1799 die Straße ist erstmals im Taschenbuch für die Einwohner der Stadt Kiel aufgeführt, 1945 im Krieg stark zerstört, 1952 unbewohnt aber noch im Adressbuch aufgeführt, der Gang existiert seit 1952 nicht mehr.
Postillionweg, Gaarden-Süd
1972 wurde der Name festgelegt – Der Postbauverein war zu einem großen Teil an der Bebauung der Straße beteiligt; daher wurde ein Straßenname mit Beziehung zur Post festgelegt.
* Poststraße, Hassee
1907 wurde der Name durch den Gemeinderat beschlossen, 1925 in Schleswiger Straße umbenannt.
Poststraße, Friedrichsort
1869 angelegt, 1923 erstmals im Kieler Adressbuch aufgeführt – nach dem an der Straße gelegenen Postamt benannt.
Pottberg, Kroog
1912 nach einer alten Flurbezeichnung benannt.
Pottberghang, Kroog
1912 als Am Hang angelegt, 1978 nach einer Flurbezeichnung in Pottberghang umbenannt.
Pottberghöhe, Kroog
1923 erstmals im Kieler Adressbuch aufgeführt – Flurbezeichnung.
Pottbergkrug, Kroog
1948 erstmals im Kieler Adressbuch aufgeführt – Flurbezeichnung, 1977 bis zum Rönner Weg verlängert.

## Pr

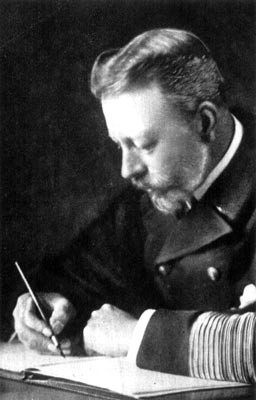
Prinz Heinrich von Preußen

* Preetzer Chaussee, Gaarden-Ost
1789 noch ohne Namen auf der Topographisch Militärischen Charte des Herzogtums Holstein (1789–1796) Nr. 22 von Major Gustav Adolf von Varendorf eingezeichnet – siehe Karte, 1875 erstmals im Kieler Adressbuch aufgeführt, 1939 wurden die Preetzer Chaussee Gaarden-Ost und  die Preetzer Chaussee Elmschenhagen vereinigt (Eingemeindung Elmschenhagen), 1945 nach der Stadt Preetz in Preetzer Straße umbenannt.
Preetzer Chaussee, Elmschenhagen
1901 im Protokolltext der Gemeinderatssitzung erwähnt, 1908 erstmals im Kieler Adressbuch aufgeführt, 1911 einschließlich Sophienhöhe, 1936 einschließlich Toweddern, 1939 in Preetzer Chaussee Kiel einbezogen, 1945–1973 ?, 1973 Straßenverlauf: Villacher Straße bis zur Gemeindegrenze.
Preetzer Straße, Gaarden-Ost, Elmschenhagen
vor 1945 Preetzer Chaussee, 1945 nach der Stadt Preetz benannt, 1973 Straßenverlauf: Werftstraße bis Villacher Straße.
* Preetzer Straße, Gaarden-Ost
1875 erstmals im Kieler Adressbuch aufgeführt, ca. 1895 in die Kaiserstraße einbezogen.
Preußerstraße, Brunswik
vor 1898 Friedrichshof Weg, 1898 nach Unteroffizier Ludwig Theodor Preußer benannt.
* Pries Dorf, Pries
als Dorf angelegt, 1923 erstmals im Kieler Adressbuch aufgeführt, 1936 in Pries Dorf umbenannt, 1338 in Dorf Pries umbenannt.
Prieser Höhe, Friedrichsort
als Blumenstraße angelegt, 1925 nach einem alten Flurnamen in Prieser Höhe umbenannt.
Prieser Strand, Pries
1903 als Strandstraße angelegt, 1921 in Bebelstraße umbenannt, 1925 in Prieser Strand umbenannt.
* Prinz-Heinrich-Straße, Wik
als Holtenauer Landstraße angelegt, 1789 noch ohne Namen auf der Topographisch Militärischen Charte des Herzogtums Holstein (1789–1796) Nr. 11 von Major Gustav Adolf von Varendorf eingezeichnet, 1897 erstmals im Kieler Adressbuch aufgeführt, 1901 nach Prinz Heinrich von Preußen benannt, 1947 in die Holtenauer Straße einbezogen.
Prinz-Heinrich-Straße, Wik, Holtenau
vor 1955 Zur Hochbrücke, 1955 wurde der Name Prinz-Heinrich-Straße festgelegt.
Prinzengarten, Altstadt, Düsternbrook
1912 erstmals im Kieler Adressbuch aufgeführt.
Prinzenstraße, Ellerbek
1894 nach dem Prinzen Heinrich von Preußen benannt.
Priwallstraße, Schilksee
1974 nach dem ehemaligen Segelschiff Priwal benannt.
Probsteier Platz, Neumühlen-Dietrichsdorf
als Markt angelegt, 1914 erstmals im Kieler Adressbuch aufgeführt, 1925 nach der Landschaft Probstei in Probsteier Platz umbenannt.
Probsteier Straße, Ellerbek
1896 als Hansenstraße angelegt, 1910 nach der Landschaft Probstei in Probsteier Straße umbenannt.
Professor-Anschütz-Straße, Ravensberg
1938 als Müller-Emden-Straße angelegt, 1947 nach Professor Wilhelm Anschütz benannt.
Professor-Peters-Platz, Schreventeich
1938 erstmals im Kieler Adressbuch aufgeführt, nach Wilhelm Peters (9. Februar 1851 bis 27. Juli 1933) benannt – Professor und Förderer des Kieler Sportlebens. Der Platz wird als Sportplatz genutzt.
Projensdorfer Straße, Wik
als An der Knooper Landstraße angelegt, 1789 noch ohne Namen auf der Topographisch Militärischen Charte des Herzogtums Holstein (1789–1796) Nr. 10 von Major Gustav Adolf von Varendorf eingezeichnet – siehe Karte, 1884 erstmals im Kieler Adressbuch aufgeführt, 1885 auf der Karte von H.B. Jahn als Knooper Landstraße verzeichnet, 1907 in Irenestraße umbenannt, 1923 nach Gut Projensdorf in Projensdorfer Straße umbenannt.
Prüne, Exerzierplatz
1793 Die Prien, 1799 die Straße ist erstmals im Taschenbuch für die Einwohner der Stadt Kiel aufgeführt – nach einer alten Flurbezeichnung des Stadtwaldes benannt.
Prüner Gang, Exerzierplatz
1869 wurde der Name festgelegt.
Pumpenweg, Suchsdorf
2002 nach einer alten Gemarkung benannt.